# Ад (фильм, 1964)

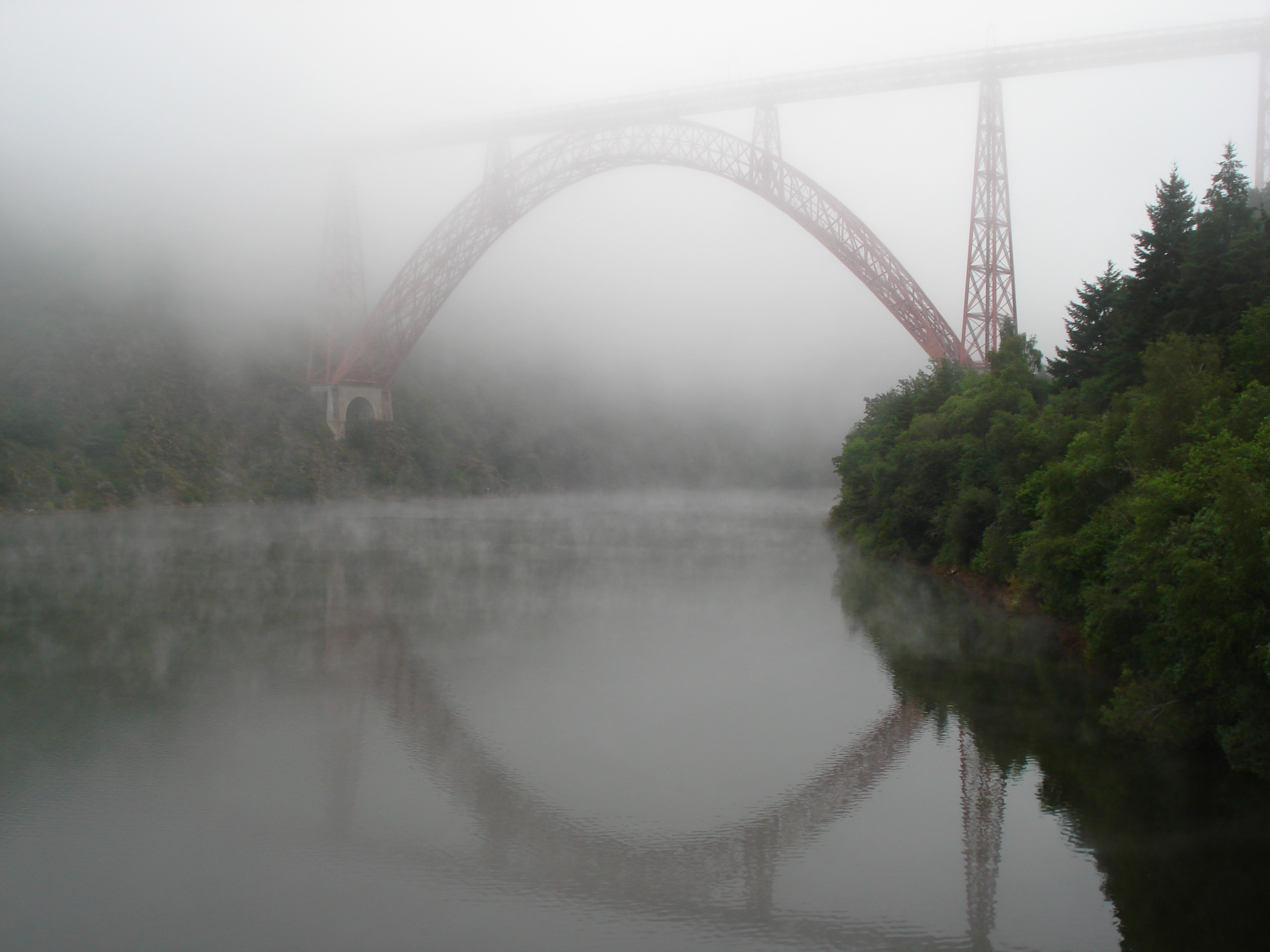
Место, где проходили съёмки

«Ад» (L’Enfer) — крупнобюджетный экспериментальный кинопроект, над которым Анри-Жорж Клузо работал в 1964 году на озере под сенью виадука Гараби накануне его осушения. Проект остался незаконченным после того, как исполнитель главной роли Серж Реджани покинул съёмки из-за конфликта с режиссёром, а сам режиссёр был госпитализирован с сердечным приступом. Через 30 лет Клод Шаброль поставил по тому же сценарию и с тем же названием собственный фильм. А в 2009 году режиссёр-документалист Серж Бромбер (фр.) показал на Каннском фестивале документальную ленту «Ад Анри-Жоржа Клузо» (L’Enfer d’Henri-Georges Clouzot), которая была удостоена премии «Сезар». В нее вошли и оригинальные съемки 1964 года.

## Фильм 1964 года
Клузо получил всемирную известность безупречно срежиссированными фильмами в традиционной манере («Плата за страх», «Дьяволицы»). Однако французская новая волна и эксперименты вчерашних неореалистов («Приключение», «Восемь с половиной») вынуждали и его искать новых средств художественного выражения.

Не случайно, наверно, «Ад» был про ревность — видно, что вся эта история случилась из-за того, что заслуженный режиссёр ужасно завидовал новому кино, которому он, с его мастерством и математически просчитанными мизансценами, оказался не нужен.— Роман Волобуев
Сценарий «Ада» имел много общего с «новым романом» Роб-Грийе «Ревность». Главный герой в исполнении Сержа Реджани (которого затем сменил Трентиньян) сходит с ума от ревности к своей молодой жене (Роми Шнайдер). Ему рисуются картины её измен со служащими провинциального отеля, где они проводят отпуск. От раза к разу эти картины становятся всё более странными, сопровождаясь неслыханными звуковыми и цветовыми эффектами в духе оп-арта. Его жизнь превращается в подлинный ад.

## Документальный фильм
В середине 2000-х годов режиссёр-документалист Серж Бромбер застрял на 2 часа в лифте с пожилой женщиной. Из разговора выяснилось, что это вдова Клузо. Она поведала Бромберу о существовании 185 коробок с рабочим материалом, снятым Клузо во время работы над «Адом». Из них Бромбер собрал документальную ленту «Ад Анри-Жоржа Клузо» (фр. L’Enfer d’Henri-Georges Clouzot), которая была удостоена премии «Сезар».
Премьера фильма на Каннском фестивале 2009 года сопровождалась восторженными отзывами кинопрессы. Джим Хоберман написал, что из обречённого проекта Клузо при любом раскладе не могло выйти ничего лучшего, чем фильм Бромбера. Ему вторит российский кинокритик Роман Волобуев:

«Ад» так здорово смотрится в виде груды осколков под музейной витриной, что закрадывается подозрение: вполне возможно, это счастье Клузо, что он не был доснят.
В фильме Бромбера нарезка из сохранившихся киноматериалов Клузо перемежается фрагментами интервью с ним самим и с дожившими до нашего времени участниками съёмок, включая Коста-Гавраса (второй режиссёр) и Вильяма Любчанского (второй оператор). Некоторые сцены, оставшиеся неснятыми, воспроизведены в театральной обстановке молодыми актёрами Беренис Бежо и Жаком Гамбленом.